# Congresso nazionale cileno
Il Congresso nazionale (spagnolo: Congreso Nacional) è l'organo legislativo della Repubblica del Cile.
Il Congresso nazionale del Cile è stato fondato il 4 luglio 1811. Nel corso della storia è stato chiuso e soppresso più volte. L'ultima l'11 settembre 1973 quando con il golpe fu soppresso e dal 17 giugno 1974 i suoi poteri passarono de facto alla giunta militare cilena, fino all'8 marzo 1990.
È formato da due camere: la Camera dei deputati (camera bassa), formata da 155 deputati (120 fino al 2017) e il Senato (camera alta), formata da 50 senatori (43 fino al 2021 e 38 fino al 2017).
L'organizzazione del Congresso e i suoi poteri sono definiti dagli articoli compresi tra 42 e il 59 della vigente Costituzione e dalla legge costituzionale n. 18/918.
Il palazzo del Congresso nazionale fu costruito durante gli ultimi anni del regime di Pinochet e si trova a Valparaíso, 140 km circa a ovest della capitale, Santiago. Attualmente in Cile si sta discutendo la possibilità di riportare il Congresso nella sua sede originaria che si trova nella capitale.